# Sambunigrin
Sambunigrin ist ein cyanogenes Glycosid. Das am Nitril D-konfigurierte Stereoisomer wird als Prunasin, das  Gemisch der beiden Diastereomeren Prunasin + Sambunigrin wird als Prulaurasin bezeichnet.

## Geschichte
Sambunigrin wurde zum ersten Mal 1905 aus dem Schwarzen Holunder isoliert.

## Vorkommen

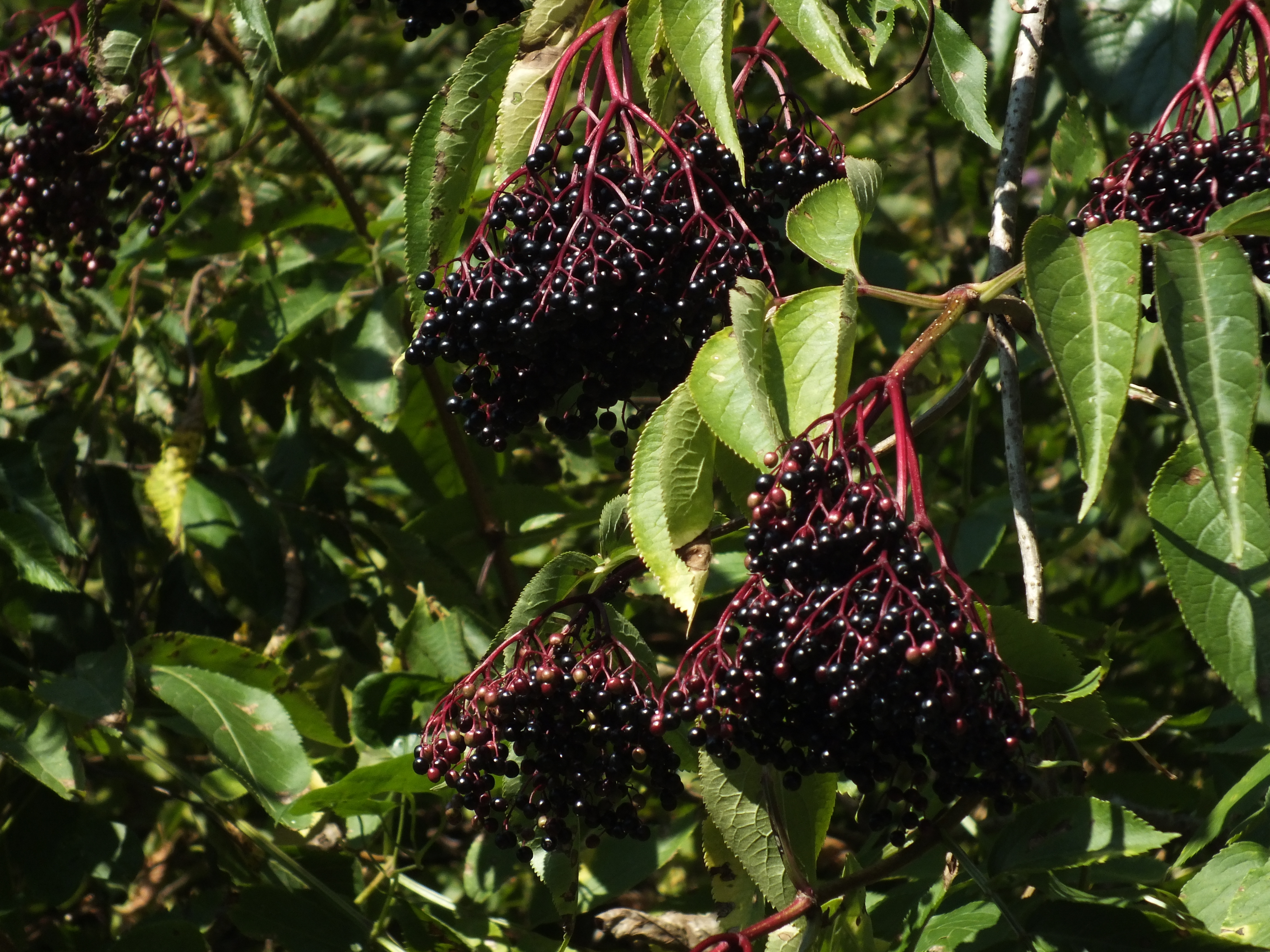
Schwarzer Holunder (Sambucus nigra)

Verschiedene Teile des Schwarzen Holunders (Sambucus nigra) wie Blätter, Rinde, Samen und unreife Beeren enthalten erhebliche Mengen an Sambunigrin. Auch der Kanadische Holunder (Sambucus canadiensis) bildet zum Teil Sambunigrin. Die Fähigkeit hierzu ist bei der Pflanze allerdings sehr variabel ausgeprägt und öfter fehlt sie auch ganz.

## Chemische Eigenschaften
Wenn der Zuckeranteil (Glucose) durch eine (unspezifische) β-Glucosidase abgespalten wird, entsteht das freie Cyanhydrin. Dieses zerfällt spontan oder enzymkatalysiert in Benzaldehyd und HCN (Blausäure). Durch Erhitzen zerfällt Sambunigrin und verliert somit seine toxische Wirkung. Der Drehwert beträgt −76,3° (λ = 598 nm, in Essigester).

## Externe Links zu erwähnten Verbindungen
1. ↑  Externe Identifikatoren von bzw. Datenbank-Links zu Prulaurasin:  CAS-Nr.: 138-53-4, PubChem: 120639, ChemSpider: 107701, Wikidata: Q27893921.